# 戸田市立戸田第一小学校
戸田市立戸田第一小学校（とだしりつ とだだいいちしょうがっこう）は、埼玉県戸田市にある公立小学校。

## 歴史
- 1877年 - 上戸田学校として発足。
- 1910年 - 上戸田・下戸田・新曽各尋常小学校が合併し、戸田尋常小学校となる。
- 1913年 - 高等科設置
- 1917年 - 校歌制定
- 1941年 - 戸田国民学校と改称
- 1948年 - PTA結成
- 1952年 - 戸田第二小学校を分離し、同時に戸田第一小学校と改称。
- 1963年 - 特殊学級設置

## 所在地
埼玉県戸田市上戸田三丁目7番5号

## 卒業生
- 藤田ニコル（ファッションモデル、タレント）
- 松本忠（鉄道風景画家）